# Kopi Luwak

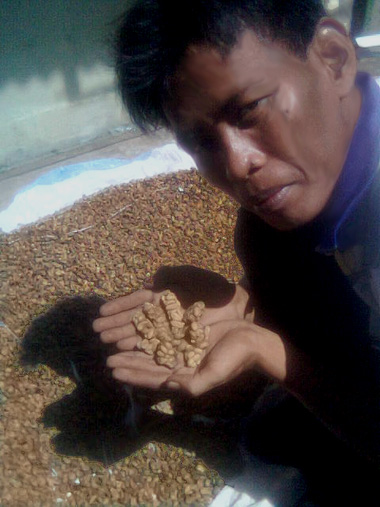
Un cultivador de cafè Kopi Luwak de Sumatra mostra les llavors abans de rentar-les

Kopi luwak o cafè de civeta és un dels tipus de cafè més cars del món. Es fa mitjançant la ingestió i el pas de les baies de cafè pel tracte digestiu de l'animal civeta de palmera comuna (Paradoxurus hermaphroditus), o altres civetes, quan aquest animal les defeca, les llavors de cafè mantenen la seva forma original. En el seu estómac la proteasa (enzim proteolític) s'infiltra dins les llavors de cafè fent els pèptids més curts i més aminoàcids lliures. Passant a través dels intestins de les civetes acaben sortint les llavors amb la defecació, aleshores es recullen, es renten, s'assequen al sol, es torren lleugerament i s'elaboren. Aquestes llavors proporcionen un cafè aromàtic amb menys amargor. El seu preu arriba a 160 dòlars per lliura.
El Kopi luwak es produeix principalment a les illes de Sumatra, Java, Bali i Sulawesi a Indonèsia i també a les Filipines on aquest producte s'anomena cafè motit i Timor Est (on s'anomena kafé-laku). Al Vietnam se'n fan versions simulades químicament.
Les espècies de cafè que es fan servir són: arabica, robusta i liberica.